# Lycée Lamartine (Mâcon)
Pour les articles homonymes, voir Lycée Lamartine (homonymie).
Le lycée Lamartine est un lycée de Mâcon. Il porte le nom d'Alphonse de Lamartine, poète, romancier et dramaturge français, né à Mâcon.

## Histoire
Au XVIIe siècle, les Jésuites installent le premier collège en 1627 à l'hôpital Saint-Jacques mais devient vite trop petit. C'est alors qu'avec l'autorisation des échevins, ils font construire un nouveau collège en 1670 en ces lieux qui continuera à accueillir des élèves jusqu'en 1959, année à laquelle le lycée Lamartine déménage près de la caserne Duhesme à son emplacement actuel. 

## Enseignements

### Enseignement secondaire
Dans le secondaire, le lycée propose la filière générale avec de nombreuses spécialités ainsi que la filière technologique STMG. En outre, le lycée dispose des sections européennes.

### Enseignement supérieur
Le lycée compte de nombreuses filières de la seconde générale jusqu'aux études supérieures avec cinq sections de BTS :
- Commerce international ;
- Comptabilité et gestion ;
- Management commercial opérationnel ;
- Services informatiques aux organisations ;
- Support à l'action managériale.

## Personnalités liées au lycée

### Enseignants
- François Goblot, professeur de philosophie ;
- Alain Jugnon, professeur de philosophie ;
- Henri Malvaux, professeur de dessin ;
- Alexandre Micha, professeur de lettres ;
- Jacques Muglioni, professeur de philosophie ;
- Fernand Nicolas, professeur de sciences naturelles ;
- Claude Régnier, professeur de lettres.

### Élèves
Parmi les anciens élèves du lycée Lamartine, on note : 
- Pierre Anthonioz, militaire, océaniste et diplomate ;
- Bernard Barny de Romanet, pilote, as de la première guerre mondiale ;
- Isabelle Barth, directrice de l'EM Strasbourg Business School et de l'INSEEC Business School, professeure agrégée des Universités, et chercheuse en sciences du Management ;
- Jean Dagnaux, as français de l'aviation surnommé « l'as à la jambe de bois » ;
- Benjamin Dirx, député de Saône-et-Loire ;
- Félix Fénéon, critique d'art, journaliste, collectionneur d'art et directeur de revues ;
- Alfred Golliard, haut fonctionnaire, préfet du Jura ;
- Claude Guichard, mathématicien ;
- Henri Guillemin, critique littéraire, historien, conférencier, polémiste, homme de radio et de télévision ;
- Marius Lacrouze, célèbre pilote français surnommé « le roi des loopers » ;
- Jean Laronze, peintre ;
- Marine Lorphelin, miss France 2013 ;
- Charles Lutaud, haut fonctionnaire et préfet français, gouverneur général de l'Algérie entre 1911 et 1918 ;
- Philippe Malaud, diplomate, député de Saône-et-Loire ;
- Jean Orizet, poète, président du PEN Club français et de l'Association des écrivains combattants ;
- Patrick Pailloux, directeur technique de la DGSE.

### Proviseurs
- Alfred Wetzem, premier universitaire du cadre d'Alsace-Lorraine nommé dans un lycée d'une ville non située dans les trois départements de l'Est (Moselle, Bas-Rhin, Haut-Rhin) en 1930 jusqu'en 1933[5].
- 2010-2019 : Florence Battard
- 2019-2023 : Bernard Poirié[6]
- Depuis 2023 : Philippe Viollon[7]